# Dürkheimer Wurstmarkt

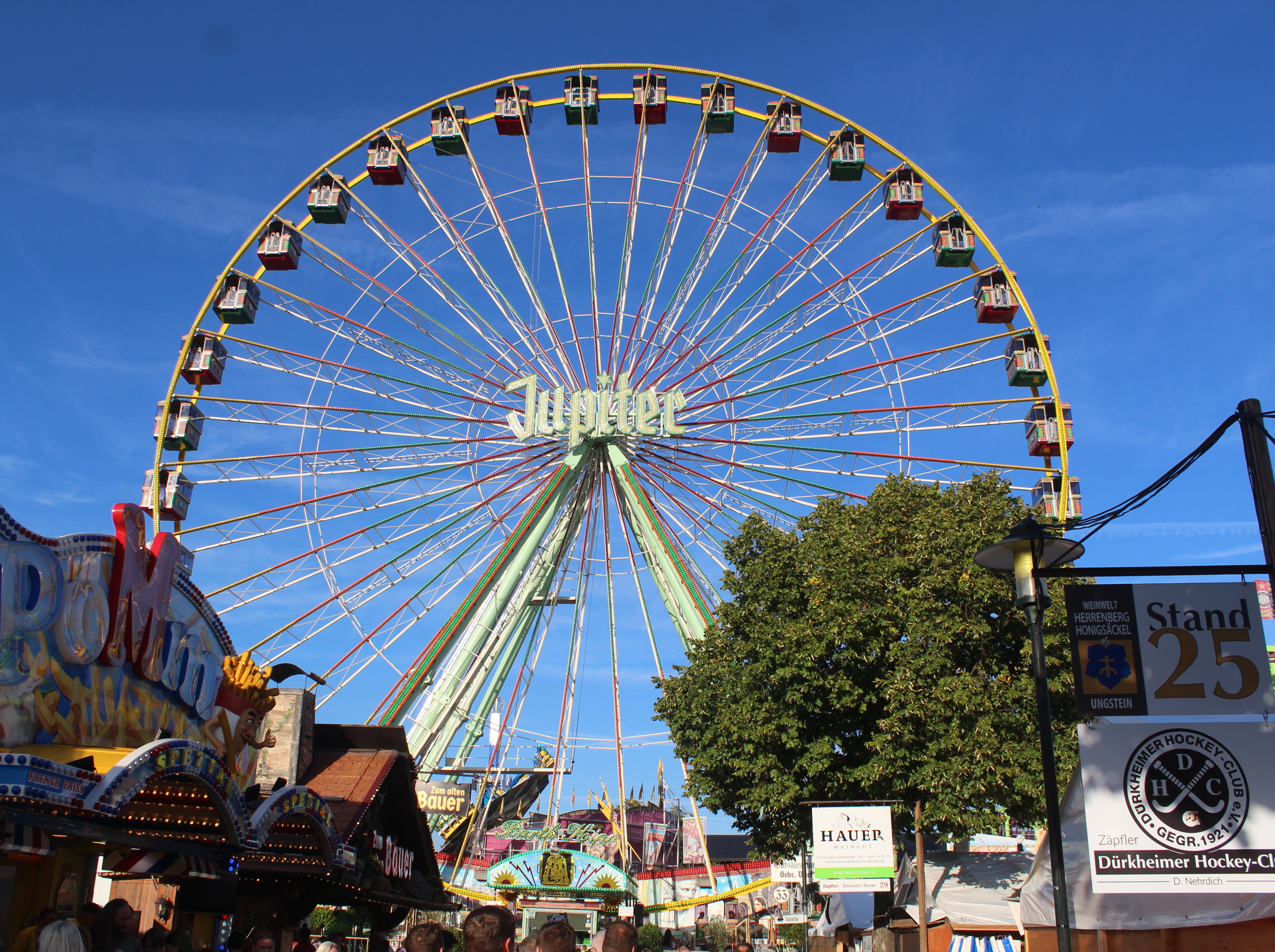
Riesenrad auf dem Dürkheimer Wurstmarkt 2024

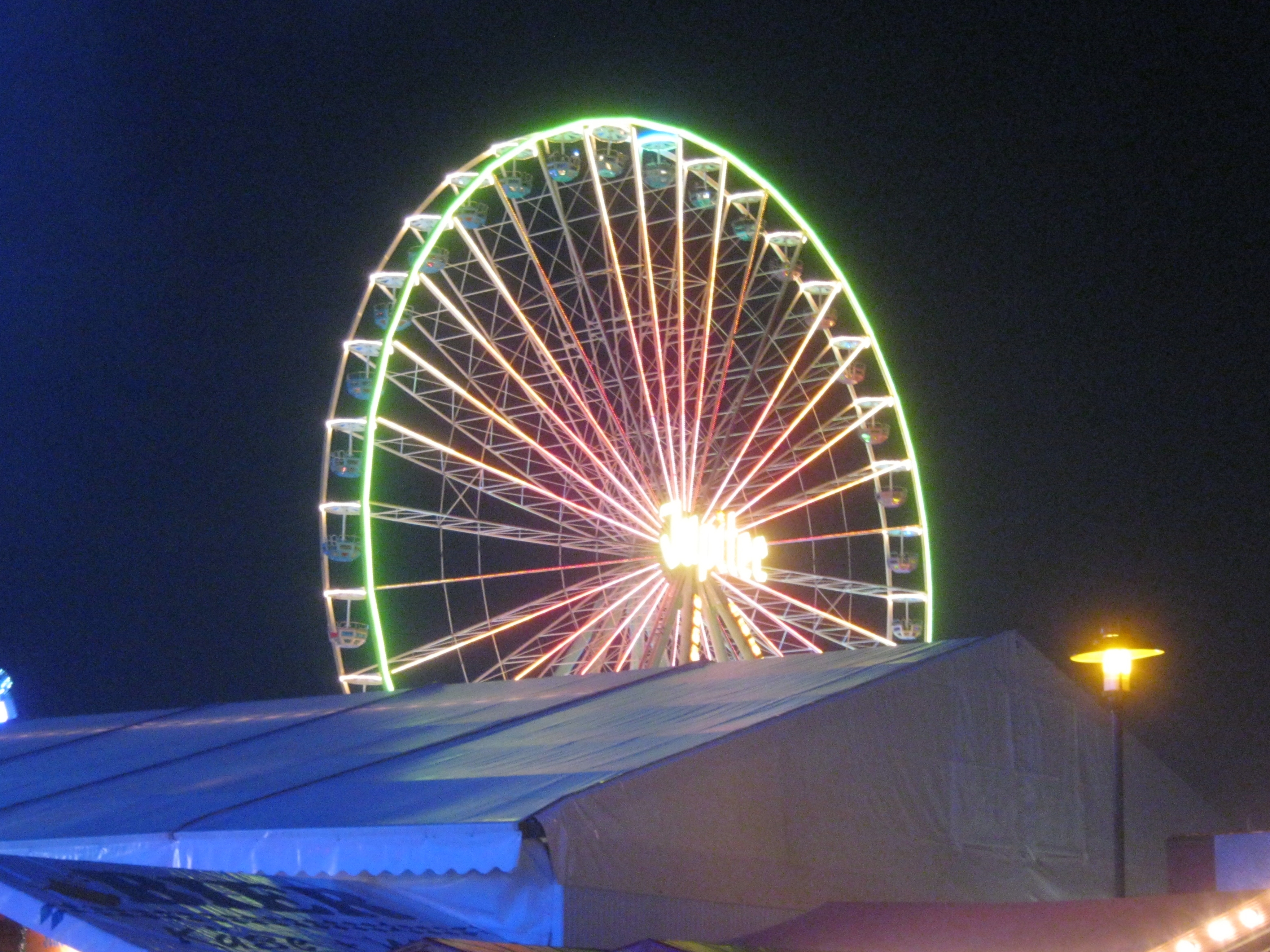
Wurstmarkt bei Nacht (2014)

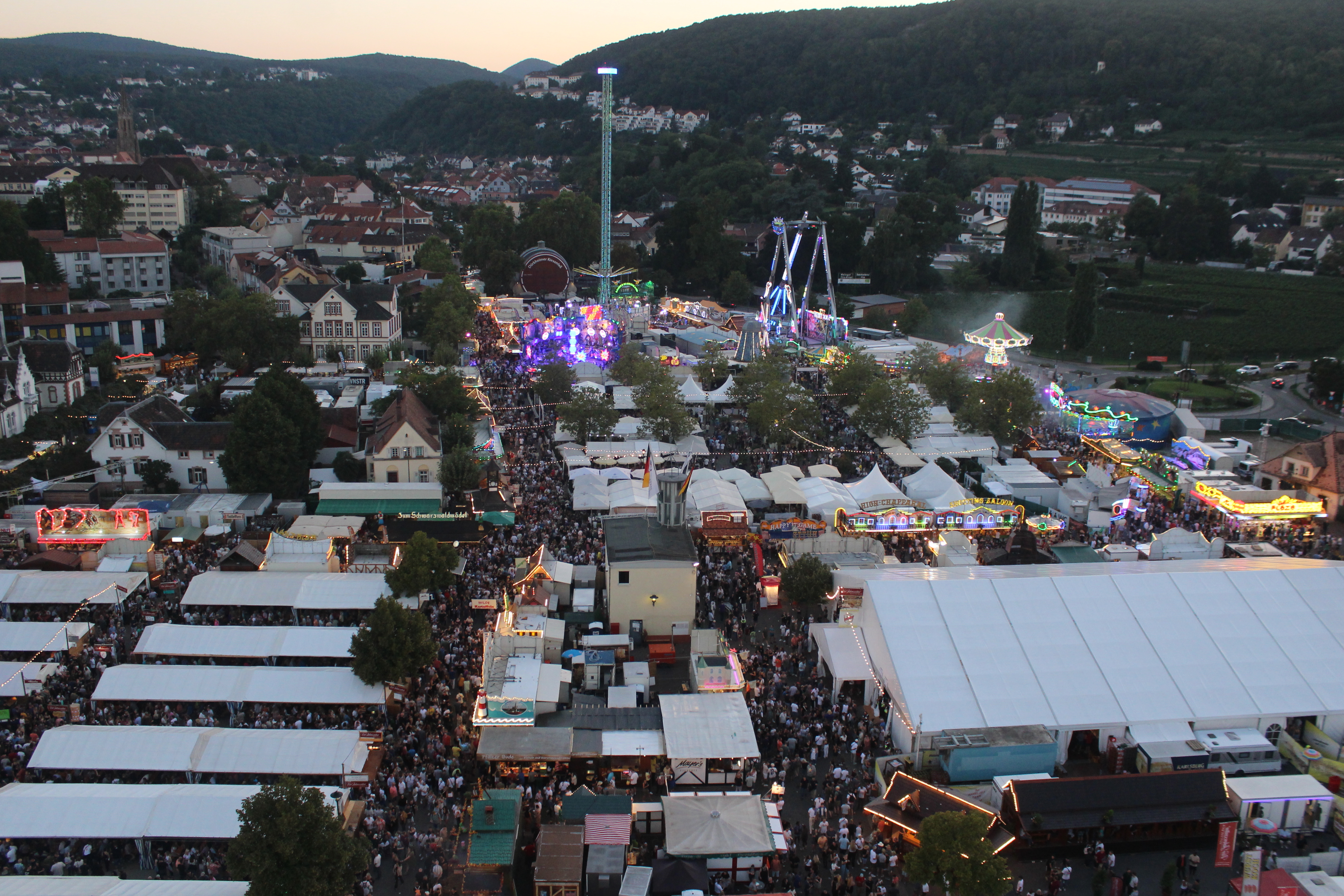
Wurstmarkt vom Riesenrad aus (2023)

Der Dürkheimer Wurstmarkt ist ein Volksfest in der rheinland-pfälzischen Kur- und Kreisstadt Bad Dürkheim an der Deutschen Weinstraße. Das im Jahr 1417 erstmals veranstaltete Fest findet heute alljährlich am zweiten und dritten Septemberwochenende statt und gilt mit über 600.000 Besuchern als das größte Weinfest der Welt. 2012 besuchten 685.000 Gäste das Fest, so viele wie nie zuvor.

## Geschichte

### Wallfahrten und Michaelismarkt

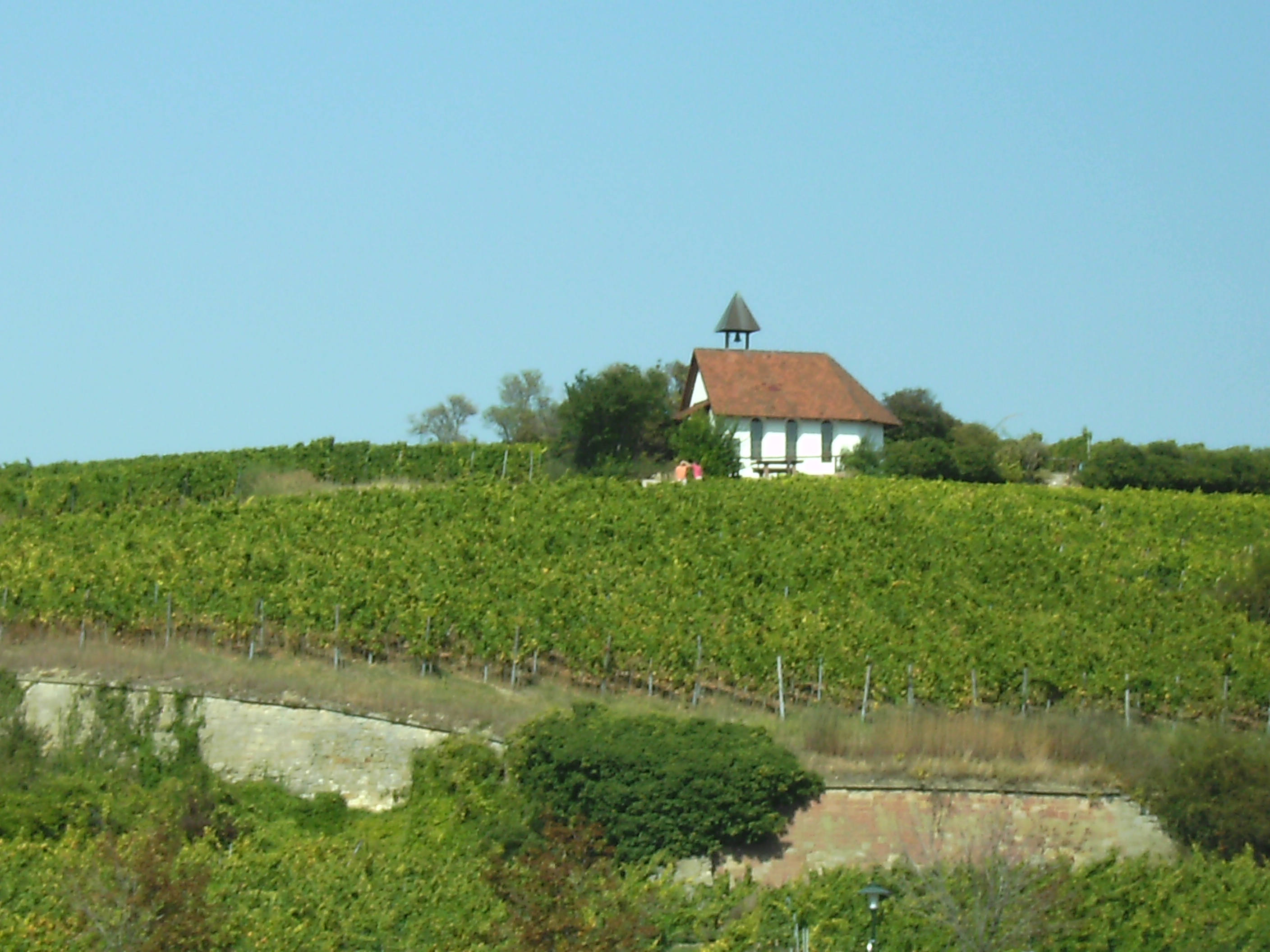
Ursprung: Michelsberg mit der namensgebenden Kapelle

Der kleine Michelsberg liegt 1 km nordöstlich von Bad Dürkheim und zählt geologisch mit seiner Höhe von nur 147,4 m ü. NHN zu den Rebenhügeln an der Deutschen Weinstraße. 1155 bezeugte ein lateinisch geschriebener Text erstmals den „Monte sancti Michaelis“. Der Name lässt darauf schließen, dass es dort schon frühzeitig ein dem Erzengel Michael geweihtes Heiligtum mit entsprechendem Gotteshaus gab, dessen Patroziniumsfest somit auf den 29. September fiel. Nach späteren Quellen ist eine Michaelskapelle belegt, die zur 300 m entfernten Pfarrei Pfeffingen gehörte und von einem Klausner betreut wurde. Sie wurde bereits 1601 abgetragen, der heutige Bau wurde 1990 neu errichtet.
Steigende Wallfahrerzahlen zogen zum Michaelsfest immer mehr Bauern und Winzer aus der Umgebung an, die ihre landwirtschaftlichen Produkte mit Schubkarren auf den Kapellenberg transportierten und den Pilgern dort vor allem Wein aus der Pfalz, Wurst und Brot anboten. Auch Händler, Gaukler und Musikanten fanden sich ein, so dass allmählich ein reges Markttreiben entstand. Bald erlangte der neue Markt eine überregionale wirtschaftliche Bedeutung. Den Ursprung des nunmehrigen Michaelismarktes datieren Historiker auf das Jahr 1417. Erstmals urkundlich nachgewiesen ist er 1442, als die Stadt Speyer den Grafen von Leiningen um sicheres Geleit bat für ihre Kaufleute, wenn sie den Jahrmarkt auf dem Michaelsberg besuchten, und Graf Emich VII. dies per Urkunde vom 25. August 1443 zusagte. Im Jahr 1449 erließ der Abt des am Gebirgsrand oberhalb Dürkheims gelegenen Klosters Limburg eine erste Marktordnung und wandelte den Markt in ein öffentliches Kirchweihfest um. 1487 erwirkte Peter Kercher, Dekan des Speyerer St.-Guido-Stifts, für Pilger und Wohltäter der Michaelskapelle die Ablässe von insgesamt acht Kurienkardinälen; unter ihnen waren Francesco Todeschini Piccolomini, der spätere Papst Pius III., ein Sachwalter deutscher Interessen in Rom, sowie Giuliano della Rovere, der spätere Papst Julius II., der den Grundstein zum heutigen Petersdom legte.
Im 16. Jahrhundert kamen bereits Händler aus der gesamten Pfalz. Angeboten wurden nicht nur Obst und Gemüse sowie Tiere wie Ochsen, Pferde oder Schweine, auch Woll- und Leinentuchhändler, Kessler, Kürschner, Weißgerber, Spengler, Sattler, Schuhmacher, Drechsler, Hutmacher, Eisenkrämer und andere Berufsgruppen boten ihre Waren an.

### Vom Hügel auf die Wiese
Wegen der beengten Verhältnisse auf dem Michaelsberg wurde der Michaelismarkt nach mehrmaligem Hin und Her im Jahr 1577 endgültig nach unten an den Fuß des Hügels auf die etwa 45.000 m² großen Brühlwiesen verlegt, die sich links des Flüsschens Isenach auf 115 m Höhe erstrecken. Dort findet der Markt auch heute noch statt. Die gestiegene wirtschaftliche Bedeutung und die mit dem Marktzoll verbundenen Einnahmen führten zu fortwährenden Streitigkeiten zwischen dem Kloster Limburg und den Leininger Grafen, die eine ihrer Hauptburgen, die Hardenburg, bei Dürkheim hatten. Deshalb zog man sogar einmal in Erwägung, das Fest nach Frankenthal zu verlegen, dem der Kurfürst von der Pfalz 1577 die Stadtrechte verliehen hatte. Mit Einführung der Reformation erlosch die religiöse Dimension des Festes. Die Michaelskapelle wurde 1601 abgerissen und erst 1990 an historischer Stelle wieder erbaut.

### Nach 1800
Zu Beginn des 17. Jahrhunderts kam es zu einer weiteren Vergrößerung des Marktes, und Ende des 18. Jahrhunderts dauerte das Markttreiben bereits drei Tage (Sonntag, Montag, Dienstag). Mit der vorübergehenden Eingliederung der Pfalz in den französischen Staat nach dem Einmarsch von französischen Truppen 1797/98 ging das Recht zur Abhaltung des Marktes auf die Stadt Dürkheim über.
Während die Händler an Bedeutung verloren, erlangten Vergnügungsangebote immer größeres Gewicht. Im Jahr 1830, nun unter bayerischer Verwaltung, gab es einen Zirkus, Feuerfresser, ein Kasperl-Theater, eine „Reitschule“ (pfälzische Bezeichnung für Karussell) und andere Schausteller, außerdem eine Vielzahl von Musikanten. Im Jahr 1832 wurde der Name „Wurstmarkt“ erstmals behördlich erwähnt. Der Grund dafür war der enorme Wurstkonsum während des Festes.
1879 erschien zum ersten Mal die Wurstmarktzeitung, in welcher bis 1981 Pfälzer Schriftsteller und Mundartdichter, aber auch Maler und Graphiker den Wurstmarkt vor- und darstellten.
1882 entstand der „Nachmarkt“, der sich anfangs auf den nachfolgenden Sonntag beschränkte; zur Unterscheidung wurde das ursprüngliche Marktwochenende nun „Vormarkt“ genannt. 1888 gab es ein Varieté-Theater, Photographen, Karussells, Ballwurf- und Schießbuden sowie Trinkhallen und Garküchen. Zu dieser Zeit wurde der Zirkus zur Hauptattraktion des Wurstmarktes.

### Nach 1900

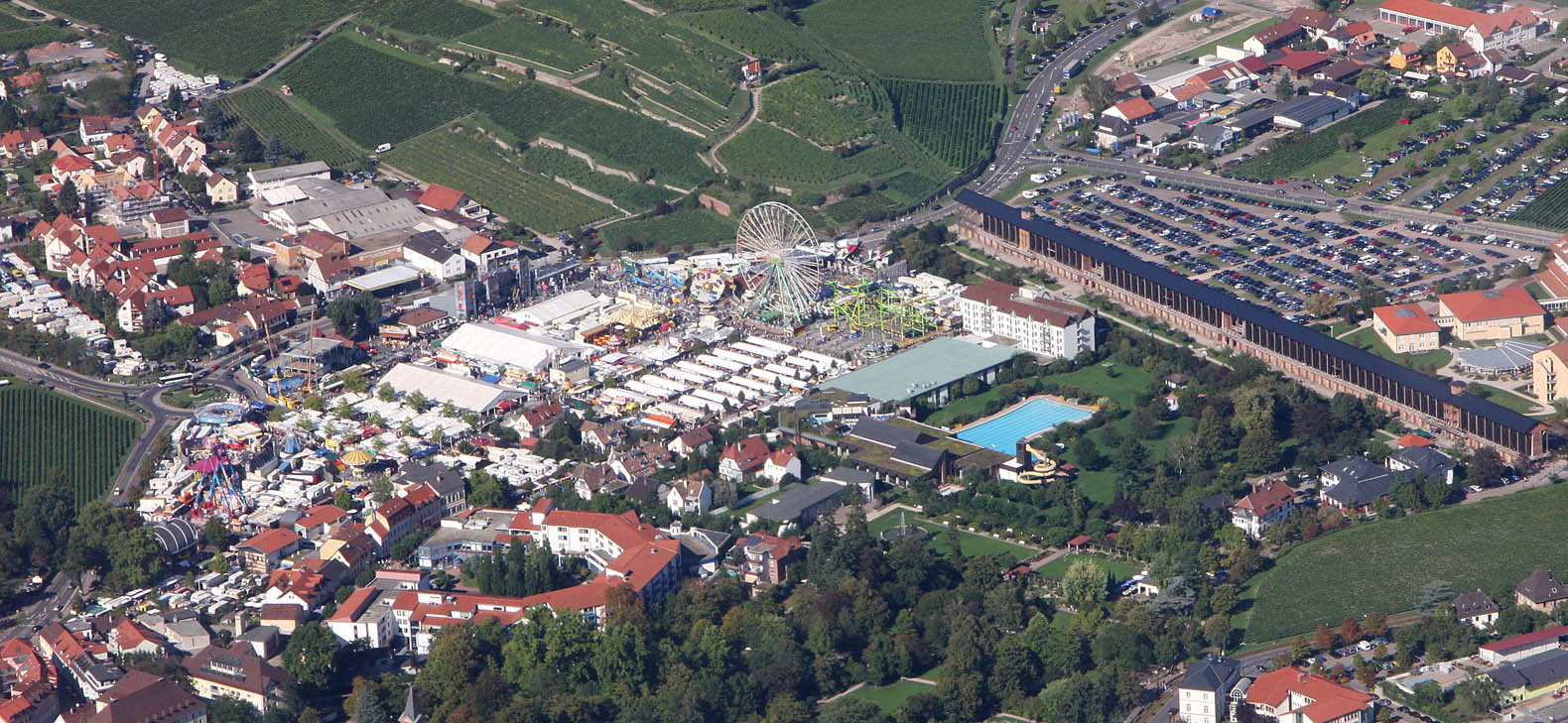
Wurstmarkt aus der Luft (2011)

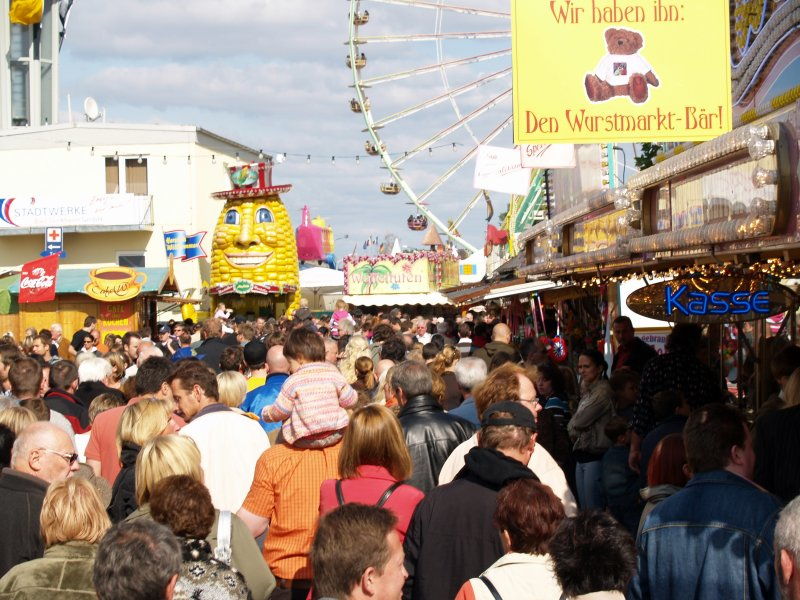
In der Menge (2008)

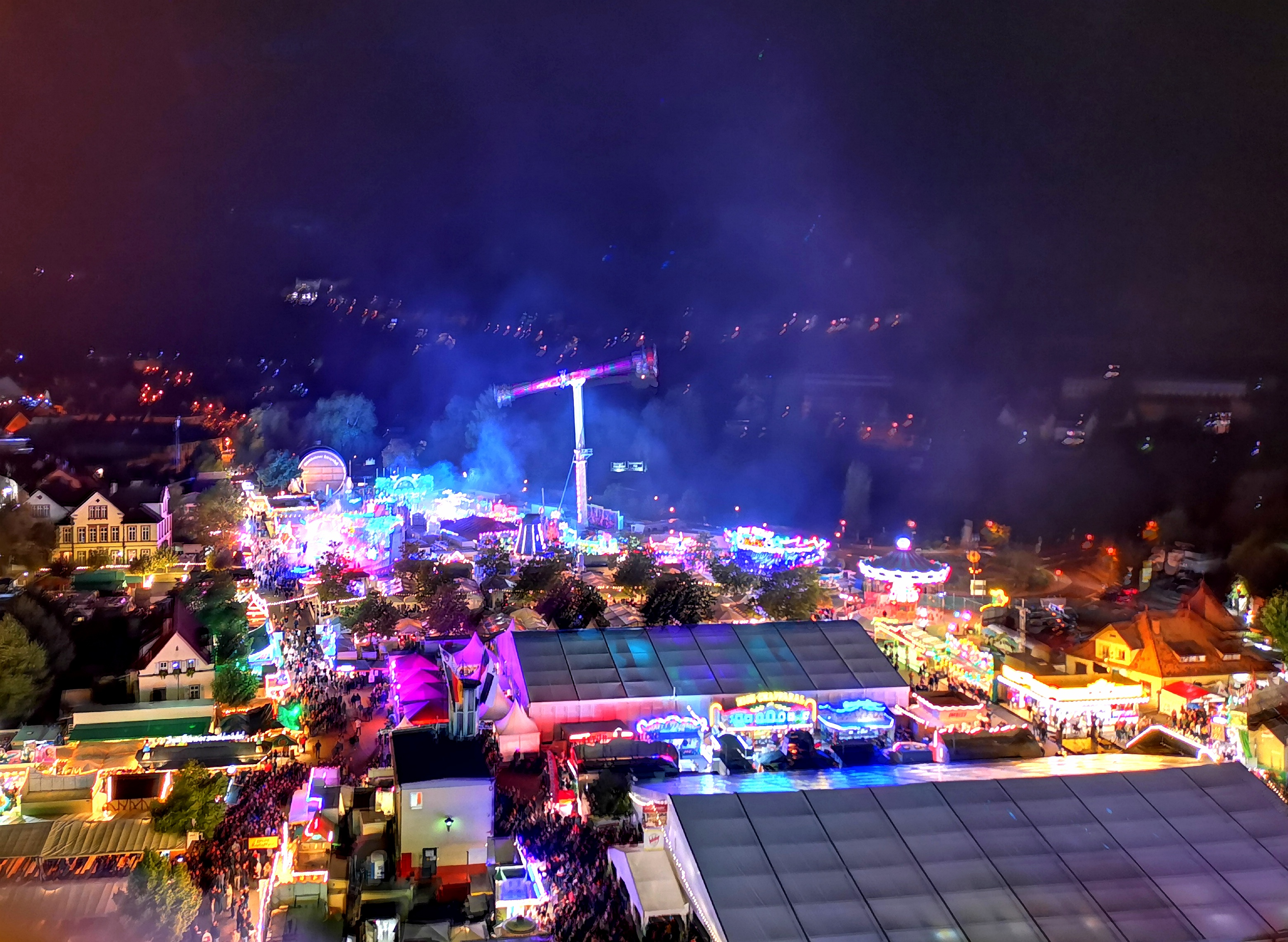
Wurstmarkt bei Nacht (2019)

Erst im Jahr 1910 verlegten die Veranstalter das Fest probeweise auf das zweite und dritte Wochenende im September, weil dann in der Region meist stabileres Wetter herrscht als zum Monatsende. Amtlich wurde die Verlegung 1913, als die Königlich-Bayerische Staatsregierung ihre endgültige Zustimmung gab. Gleichzeitig wurde der Vor- und Nachmarkt jeweils um den Samstag verlängert, so dass der Wurstmarkt jetzt sechs Tage dauerte. 1926 wurde der Wurstmarkt dann um einen weiteren Tag verlängert, 1951 um den siebten Tag und 1965 um den achten. Seit 1985, als der Vormarktfreitag als Festtag hinzukam, feiert Bad Dürkheim sein „Fest der Feste“ neun Tage lang. 1932 gab die Deutsche Reichsbahn erstmals ermäßigte Rückfahrkarten zum Besuch des Wurstmarkts aus.
Im Jahr 1934 baute Weingutsbesitzer und Küfermeister Fritz Keller das hölzerne Riesenfass, das einen Rauminhalt von etwa 1.700.000 Litern besitzt. Seither dient es, 1958 um einen Anbau erweitert, als Weinstube und Restaurant.
Während des Zweiten Weltkriegs fand kein Wurstmarkt statt. 1947 wurde statt des Wurstmarktes ein Herbstfest gefeiert. 1948 gab es wegen des Fleischmangels keinen Wurst-, sondern einen Fischmarkt. Es konnten nur mit Fisch belegte Brote und Fischwurst verkauft werden; zudem stand jedem Festgast nur eine Flasche Wein zu. Die Einhaltung dieser Begrenzung wurde durch eine Kennkartenlochung sichergestellt. In diesem Jahr wurden 46.650 Flaschen Wein zu je 5 RM verkauft.
1949 fand der erste „reguläre“ Nachkriegswurstmarkt statt. Der folgende wirtschaftliche Aufschwung ließ auch den Wurstmarkt boomen. Zwischen 1949 und 1958 verdoppelte sich der Weinkonsum nahezu auf 158.673 Liter.
Ab den 1950er Jahren kamen viele neue Fahrgeschäfte auf den Wurstmarkt. Der „Rotor“, „Menschen kleben an der Wand“ (1955), „Düsenspirale“, „Bobbahn“, „Drei-Stock-Autorennbahn“ und „Taifun“ (1957), „Sputnik“ mit einem Kranz von Weltraumkapseln, ein neues „Super-Riesenrad“ und ein „Sechs-Säulen-Autoscooter“ (1959) sind nur einige der damaligen Attraktionen, die in den 1960er Jahren immer größer, höher und schneller wurden.
Im Jahr 1966 überstieg der Weinkonsum erstmals die 200.000-Liter-Grenze. Jetzt wurde es auch auf den offiziellen Plakaten bestätigt: Der Wurstmarkt war das größte Weinfest der Welt.
Unter Anspielung auf die Olympischen Sommerspiele in München wurde der Wurstmarkt 1972 als „Schoppen-Olympiade“ bezeichnet. 1973 erhielt die Eröffnungsfeier eine neue Form. Historische Spielszenen beziehen sich seitdem auf die traditionellen Wurzeln des Wurstmarktes.
Wegen der COVID-19-Pandemie fiel 2020 der Wurstmarkt auf den Brühlwiesen aus. Stattdessen ging unter dem Motto „Mein Worschdmarkt Dehääm“ (pfälzisch für Mein Wurstmarkt daheim) am 12. September 2020 eine interaktive Anwendung online. Schon vorab gab es die Möglichkeit, Weinpakete zu bestellen. Um die Schausteller zu unterstützen, wurden bei der Tourist-Information der Stadt ab dem 18. August hölzerne Wurstmarkt-Winzer-Broschen verkauft, deren Stückzahl auf 2020 limitiert war und deren Erlös an die Schausteller floss.
Auch im Jahr 2021 wurde der Wurstmarkt abgesagt; 2022 konnte der 606. Wurstmarkt dann wieder stattfinden, u. a. mit einer Autogrammstunde des kompletten Teams des Zweitliga-Aufsteigers 1. FC Kaiserslautern im Festzelt.

## Aktuell

### Wein- und Sektangebot
Die Organisatoren schreiben ein qualitativ hochwertiges Angebot an Weinen und Sekten vor. Alle offerierten Produkte müssen entweder über ein Weinsiegel der Deutschen Landwirtschafts-Gesellschaft (DLG) oder über eine Prämierung der Landwirtschaftskammer Rheinland-Pfalz verfügen. Diese Auszeichnungen müssen aus dem aktuellen Jahr stammen.
Sämtliche Weinausschankstellen sind verpflichtet, ein dem Wurstmarkt angemessenes Weinsortiment anzubieten. So müssen sie vier verschiedene Weine ausschenken; einer davon hat ein Riesling zu sein, je einer muss der Geschmacksrichtung trocken bzw. halbtrocken zugeordnet werden können und diese Bezeichnung auch auf dem Etikett tragen. Setzten die Winzer bei den Rebsorten früher hauptsächlich auf Weißweine, so ist seit dem Jahr 2004 auch die Abgabe von Rotwein an allen Ausschankstellen möglich. 2009 wurden je 15 weiße und rote Rebsorten angeboten, darunter allein 88 verschiedene Pfälzer Rieslinge. Konsumiert wird der Wein beim Dürkheimer Wurstmarkt oft als – meist saure – Schorle, und zwar vorzugsweise in Schoppen- oder Dubbegläsern, die einen halben Liter fassen. Erstmals wird im Jahr 2023 alkoholfreier Wein ausgeschenkt.

### Ambiente
Herzstück des Dürkheimer Wurstmarktes sind seit langer Zeit die Schubkärchler, deren Name sich von den Schubkarren der Marktbeschicker der Anfangszeit ableitet. Die Schubkärchler verfügen in 36 historischen, mit Stoffplanen überdachten Weinständen jeweils über etwa 120 Sitzplätze an hölzernen Tischen und Bänken. In zwei Weinhallen und einer Bierhalle spielen Musikkapellen Livemusik. In zwei Speisezelten werden verschiedene Pfälzer Spezialitäten zubereitet.

### Musik
Auch wenn sich die Musikszene des Wurstmarktes allmählich auch der Moderne geöffnet hat, so ist die traditionelle Volksmusik nach wie vor am meisten verbreitet. Sepp Gußmann, der 40 Jahre lang als „Ehrenkapellmeister des Dürkheimer Wurstmarktes“ gegolten hatte, wurde 2007 mit damals 80 Jahren in den selbst gewählten „Wurstmarktruhestand“ verabschiedet. Als er 2015 starb, widmete ihm die Stadt Bad Dürkheim einen Nachruf auf ihrer Website.

### Pfälzer Mundart
Seit den 1960er Jahren findet am ersten Montag des Wurstmarktes der Literarische Frühschoppen statt, bei dem Pfälzer Mundartdichter ihre Muttersprache in Wort und Lied präsentieren. Dazu gehören neben diversen Musikgruppen u. a. die Dichter Eugen Damm († 2017), Gisela Gall, Waltraud Meißner, Hans-Jürgen Schweizer, Hans-Peter Schwöbel und Paul Tremmel. Nachfolger von Günther Hauck, der die Veranstaltung 20 Jahre lang moderiert hatte, wurde 2007 der „Dürkheimer Barde“ Reinhard Brenzinger. 2009 nahm das SWR Fernsehen erstmals eine TV-Aufzeichnung mit Judith Kauffmann als Co-Moderatorin ins Programm.

### Veranstaltungsradio
Bis 2022 fand auf dem Wurstmarkt ein Veranstaltungsradio statt. Gesendet wurde auf der UKW-Frequenz 104,4 MHz mit 50 W vom Dach der einstigen Talstation der Bad Dürkheimer Gondelbahn bzw. nach deren Abbruch von einem temporären Stahlfachwerkturm neben der Polizeiwache.